# Annika Wedderkopp
Annika Wedderkopp, nota semplicemente come Annika (Vejby, 2004), è una cantante e attrice danese.

## Biografia
Annika Wedderkopp è salita alla ribalta nel 2012, anno in cui ha recitato nel ruolo di Klara nel film Il sospetto. Nel 2017 ha ricoperto il ruolo di Sarah in QEDA. Nello stesso anno ha partecipato alla competizione musicale MGP Junior in duetto con la compagna di classe Maja Løve Nielsen  con l'inedito Ikke mere. Ha completato la sua formazione diplomandosi al ginnasio di Gribskov nel 2024.
Nel marzo 2023 Annika ha iniziato a caricare video su TikTok con il nickname Youngmammi, diventando presto virale con le sue cover acustiche e le sue canzoni originali e ottenendo l'attenzione dell'industria musicale danese. Le è stato offerto il suo contratto con la Universal Music Denmark tre mesi prima di diplomarsi. Il suo primo singolo, Knuser hjerter, è uscito nel marzo 2024 e ha raggiunto la 5ª posizione della classifica danese, venendo certificato doppio disco di platino con oltre 180 000 unità vendute a livello nazionale. Ha anticipato l'EP Nye tider, uscito due mesi dopo, che con 10 000 unità di vendita ha ottenuto il disco d'oro dalla IFPI Danmark. Ha successivamente ottenuto successo a livello internazionale raggiungendo la vetta della classifica norvegese dei singoli con Så længe jeg er sexy e Sammen, quest'ultima in collaborazione con il rapper norvegese Marstein, numero uno anche in Danimarca. In un anno la sua musica ha registrato mezzo milione di unità vendute nella sola Danimarca.
Nel 2024 Annika ha vinto un premio P3 Guld nella categoria P3 Talentet ed è stata eletta Migliore nuova artista danese ai Danish Music Awards, dove Knuser hjerter ha anche ricevuto una candidatura alla Hit danese dell'anno.
Nel maggio 2025 è avvenuta la pubblicazione dell'album in studio d'esordio AW; numero uno in patria, ha piazzato le tredici tracce nella top 40, di cui tre sul podio, contemporaneamente.

## Discografia

### Album in studio
- 2025 – AW

### EP
- 2024 – Nye tider

### Singoli
- 2024 – Knuser hjerter
- 2024 – Nye tider
- 2024 – Så længe jeg er sexy
- 2024 – Sammen (con Marstein)
- 2024 – Luk mig ind

#### Come artista ospite
- 2025 – Blodigt (Anton Westerlin feat. Annika)

## Filmografia
- Il sospetto, regia di Thomas Vinterberg (2012)
- QEDA, regia di Max Kestner (2017)